# BRL-CAD

Mike Muuss ed Earl Weaver lavorano con BRL-CAD su un prototipo di M1 Abrams

BRL-CAD è un software CAD libero e multipiattaforma. Sviluppato nel 1979 dal Laboratorio di Ricerca Balistica (BRL, Ballistic Research Laboratory) dell'esercito statunitense, divenne pubblico a partire dal 1984. È lo stesso laboratorio che ha sviluppato nel 1947 l'ENIAC, il primo computer costruito funzionante a valvole. BRL-CAD è stato sviluppato inizialmente per verificare il comportamento strutturale dei carri armati in combattimento (il primo è stato il carro XM-1, precursore del progetto M1 Abrams).
Il 21 dicembre 2004 il codice sorgente di BRL-CAD fu distribuito sotto LGPL e BSD.
Dal 26 febbraio 2010 è presente nei portage di Gentoo.
Esiste inoltre un servizio di supporto commerciale fornito dalla SURVICE Engineering Company.
È distribuito in lingua inglese. Dal 7 dicembre 2009 è iniziata e parzialmente disponibile la traduzione in spagnolo.

## Caratteristiche
BRL-CAD è un modellatore solido di tipo Constructive Solid Geometry (CSG), basato sull'algebra booleana.
Può essere usato per una varietà di applicazioni per la grafica e per l'ingegneria; le librerie originariamente create per la balistica e le analisi elettromagnetiche continuano ad essere sviluppate. Mantiene la filosofia di sviluppo Unix di implementare funzionalità specifiche in maniera indipendente tra loro e assemblarle assieme solo al momento della distribuzione dell'applicazione eseguibile o sorgente.
BRL-CAD è praticamente una collezione di librerie, strumenti e utilità che lavorano assieme per creazione, raytracing, interrogazioni geometriche e manipolazione di file e di dati.
Le librerie di BRL-CAD sono progettate principalmente per la modellazione di solidi geometrici, orientate anche alla collaborazione con altri software e strumenti personalizzati di progettazione. Ogni libreria è progettata per uno scopo specifico: la creazione, la modifica e la geometria, il raytracing e la gestione e manipolazione delle immagini. L'applicativo BRL-CAD offre anche una serie di strumenti e utilità che sono principalmente utilizzati per la conversione geometrica, le interrogazioni, la conversione in vari formati immagine, e la manipolazione di immagini anche da riga di comando.
L'interfaccia utente può essere: a riga di comando, Framebuffer, Non-interattiva (basata su Demoni), basata sul Web; utilizzando le librerie grafiche OpenGL, Tk, X Window System (X11).
Il software è scritto in linguaggio C, C++, Java, PHP, Tcl, Bourne shell (sh).

## Formati supportati
BRL-CAD permette d'importare file in DXF ed in STL e supporta i formati di Elysium Neutral Facetted, EUCLID, FASTGEN, IGES, Jack, NASTRAN, Pro/ENGINEER, TANKILL, Unigraphics e Viewpoint.
I disegni effettuati possono essere esportati in DXF, STL, EUCLID, IGES, Jack, TANKILL, VRML, Obj ed X3D.